# Berberis chinensis
Berberis chinensis là một loài thực vật có hoa trong họ Hoàng mộc. Loài này được Poir. mô tả khoa học đầu tiên năm 1808.